# Бельш
Бельш (нем. Belsch) — община в Германии, в земле Мекленбург-Передняя Померания.
Входит в состав района Людвигслуст. Подчиняется управлению Хагенов-Ланд.  Население составляет 254 человека (на 31 декабря 2006 года). Занимает площадь 22,46 км².
Коммуна подразделяется на 2 сельских округа.